# Oleksandriwske
Oleksandriwske (ukrainisch Олександрівське; russisch Александровское Alexandrowskoje) ist eine Siedlung städtischen Typs im Osten der ukrainischen Oblast Donezk mit etwa 1600 Einwohnern. Der Ort liegt 42 Kilometer südöstlich der Rajonshauptstadt Bachmut und 45 Kilometer nordöstlich der Oblasthauptstadt Donezk.
Oleksandriwske wurde 1947 als Arbeitersiedlung für die naheliegenden Kohlevorkommen, welche 1938 entdeckt wurden, errichtet. Während des Krieges in der Ukraine wurde es im Sommer 2014 kurzzeitig durch Separatisten besetzt, diese jedoch wieder durch die ukrainische Armee vertrieben, seit Februar 2015 steht der Ort nach dem Ende des Kampfes um Debalzewe unter Kontrolle von prorussischen Separatisten der Volksrepublik Donezk.
Bis zum 11. Dezember 2014 gehörte die Siedlung verwaltungstechnisch zur Stadt Jenakijewe und wurde dann dem heutigen Rajon Bachmut angeschlossen.
Sie bildet zusammen mit den Siedlungen städtischen Typs Prybereschne, Oleniwka und Bulawynske die Siedlungsratsgemeinde Bulawynske.